# Hayward (Minnesota)
Hayward város az USA Minnesota államában. Lakosainak száma 252 fő (2020. április 1.).

## Népesség
A település népességének változása:

| 2010 | 250 |
| 2020 | 252 |